# Cholmy
Cholmy (in ucraino Холми?) è un insediamento rurale ucraino (2 459 abitanti) nel distretto di Korjukivka, nell'oblast' di Černihiv. Ospita l'amministrazione della comunità territoriale di Cholmy, una delle comunità territoriali dell'Ucraina.
Fino al 26 gennaio 2024 Cholmy era classificata come insediamento di tipo urbano. Da tale data è entrata in vigore una nuova legge che ha abolito questo status e Cholmy è stata riclassificata come insediamento rurale.